# Monthion
Monthion é uma comuna francesa na região administrativa de Auvérnia-Ródano-Alpes, no departamento da Saboia. Estende-se por uma área de 6.36 km². Em 2010 a comuna tinha 549 habitantes (densidade: 86,3 hab./km²).